# Otto Toeplitz
Pour les articles homonymes, voir Toeplitz.
Otto Toeplitz, né le 1er août 1881 à Breslau et mort le 15 février 1940 à Jérusalem, est un mathématicien allemand.

## Biographie
Toeplitz était issu d'une famille de mathématiciens : son père et son grand-père étaient professeurs de mathématiques au lycée de Lissa (de).
Otto Toeplitz grandit à Breslau, capitale de la province de Silésie, et étudia les mathématiques à l'université. À l'issue de ses études, il se spécialisa en géométrie algébrique et reçut l'habilitation en 1905.
À partir de 1906, il travailla pendant six ans à Göttingen. Lorsqu'il s'installa dans cette université, David Hilbert mettait la dernière main à sa théorie des équations intégrales, qui devait avoir une profonde influence sur Toeplitz. Il fut nommé professeur surnuméraire à l'université de Kiel en 1913, puis titularisé en 1920. En collaboration avec Ernst Hellinger, il rédigea pour l'Enzyklopädie der mathematischen Wissenschaften l'article sur les équations intégrales (1927). L'année suivante, il posa sa candidature à l'université de Bonn.

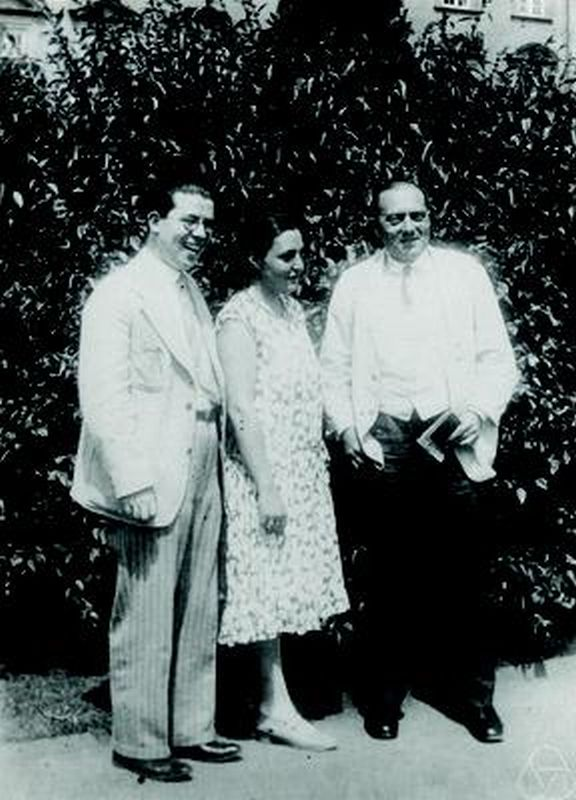
Otto Toeplitz (à droite) et Gottfried Köthe avec leur étudiante Élisabeth Hagemann en 1930 à Bonn (collection MFO).

Malgré l'entrée en vigueur de la législation anti-juive, Toeplitz bénéficia d'une nomination à Bonn en 1935. Lorsqu'on lui retira sa chaire d'enseignant, il se mit à enseigner dans une école réservée aux juifs.
Excellent pédagogue, Toeplitz s'intéressait aussi à l'histoire de sa discipline : il écrivit une histoire du calcul infinitésimal originale par la place qu'elle faisait à des faits alors oubliés, comme la méthode des indivisibles de Bonaventura Cavalieri. Ce livre (Die Entwicklung der Infinitesimalrechnung – Eine genetische Annäherung) ne parut toutefois qu'en édition posthume, en 1949. Toeplitz se passionnait en outre pour les rapports entre les mathématiques et la philosophie dans la Grèce ancienne et fréquenta souvent le séminaire que son ami Hellinger animait depuis 1914 à Francfort sur l'histoire des mathématiques.

## Œuvres
- Hans Rademacher et Otto Toeplitz, Von Zahlen und Figuren, Springer, 2001 (1 éd. 1930, 2e éd., 1933), préface par Horst Tietz (de)  (ISBN 3-540-63303-0). Traduction anglaise : The Enjoyment of Mathematics, Princeton University Press, 1967,  (ISBN 978-0-691-02351-9) ; rééd. Dover, 1990  (ISBN 978-0-48626242-0).
- Die Entwicklung der Infinitesimalrechnung, Springer, 1949, traduit en français sous le titre La Genèse de l'analyse mathématique, Cassini  (ISBN 978-2-84225047-8), et précédemment en anglais sous le titre The calculus – A genetic approach, Univ. de Chicago, rééd. 2007  (ISBN 978-0-22680668-6).

### Bases de données et dictionnaires
- Ressource relative à la littérature :   - Internet Speculative Fiction Database
- Ressource relative à la recherche :   - Mathematics Genealogy Project
- Notices dans des dictionnaires ou encyclopédies généralistes :   - Deutsche Biographie
  - Treccani
- Notices d'autorité :   - VIAF
  - ISNI
  - BnF (données)
  - IdRef
  - LCCN
  - GND
  - CiNii
  - Pays-Bas
  - Pologne
  - Israël
  - NUKAT
  - Catalogne
  - Tchéquie
  - Corée du Sud
  - WorldCat